# Гарджев, Продан
Продан Стоянов Гарджев (болг. Продан Стоянов Гарджев); 8 апреля 1936, Росеново, Бургасская область — 5 июля 2003, Бургас) — болгарский борец вольного стиля, чемпион и призёр Олимпийских игр, двукратный чемпион мира, неоднократный призёр чемпионата Европы, четырнадцатикратный чемпион Болгарии

## Биография
Начал заниматься борьбой с детства, выступал на ярмарках. В 17 лет попал к тренеру Костадину Жабову и начал системные занятия в спортивной школе города Грудово.
В 1958 году выступил на Кубке мира и остался только четвёртым, в 1959 году на чемпионате мира только шестым.
На Летних Олимпийских играх 1960 года в Риме боролся по вольной борьбе в категории до 87 килограммов (средний вес). Выбывание из турнира проходило по мере накопления штрафных баллов. За чистую победу штрафные баллы не начислялись, за победу по очками при любом соотношении голосов начислялся 1 штрафной балл, любое поражение по очкам каралось 3 штрафными баллами, чистое поражение — 4 штрафными баллами. В схватке могла быть зафиксирована ничья, тогда каждому из борцов начислялись 2 штрафных балла. Если борец набирал 6 или более штрафных баллов, он выбывал из турнира. Титул оспаривали 19 человек. Продан Гарджев в четвёртом круге, выиграв по очкам, набрал шесть баллов и из турнира выбыл, оставшись пятым.
| Круг | Соперник     | Страна         | Результат | Основание                   | Время схватки            |
| ---- | ------------ | -------------- | --------- | --------------------------- | ------------------------ |
| 1    | Геза Холлоши | Венгрия        | Ничья     | (2 штрафных балла)          |                          |
| 2    | Хасан Гюнгёр | Турция         | Поражение | По очкам (3 штрафных балла) |                          |
| 3    | Фред Томас   | Новая Зеландия | Победа    | Туше (0 штрафных баллов)    | 3:20 (0 штрафных баллов) |
| 4    | Такаси Нагаи | Япония         | Победа    | По очкам (1 штрафной балл)  | -                        |

В 1963 году завоевал звание чемпиона мира.
На Летних Олимпийских играх 1964 года в Токио боролся в категории до 87 килограммов (средний вес). Регламент турнира остался прежним. Титул оспаривали 16 человек. В финальной встрече с Хасаном Гюнгёром, имеющим равное количество штрафных баллов, болгарскому борцу можно было свести встречу вничью, так как при одинаковых баллах он меньше весил. Продан Гарджев сумел отстоять ничью и поднялся на первую ступень пьедестала.
| Круг  | Соперник         | Страна                                    | Результат | Основание                   | Время схватки |
| ----- | ---------------- | ----------------------------------------- | --------- | --------------------------- | ------------- |
| 1     | Шота Ломидзе     | Союз Советских Социалистических Республик | Ничья     | (2 штрафных балла)          |               |
| 2     | Джит Сингх       | Индия                                     | Победа    | Туше (0 штрафных баллов)    | 5:54          |
| 3     | -                | -                                         | -         | -                           | -             |
| 4     | Гюнтер Баух      | Германия                                  | Победа    | Туше (0 штрафных баллов)    | 2:17          |
| 5     | Мансур Мехдизаде | Иран                                      | Поражение | По очкам (3 штрафных балла) | -             |
| Финал | Хасан Гюнгёр     | Турция                                    | Ничья     | (2 штрафных балла)          |               |

В 1965 году на чемпионате мира получил «бронзу», а в 1966 году стал двукратным чемпионом мира. В 1967 году занял третье место на чемпионате Европы, и был всего лишь шестым на чемпионате мира. В 1968 году стал получил «серебро» на чемпионате Европы.
На Летних Олимпийских играх 1968 года в Мехико боролся в категории до 87 килограммов (средний вес). Регламент турнира остался прежним, но начисление штрафных баллов несколько изменилось. Как и прежде, за чистую победу штрафные баллы не начислялись, за победу за явным преимуществом начислялось 0,5 штрафных балла, за победу по очкам 1 штрафной балл, за ничью 2 или 2,5 штрафных балла, за поражение по очкам 3 балла, поражение за явным преимуществом 3,5 балла, чистое поражение — 4 балла. Борец, набравший 6 баллов из турнира выбывал. Титул оспаривали 22 человека. Болгарский борец в ходе соревнований получил много штрафных баллов, и в финальной встрече с Борисом Гуревичем мог рассчитывать на первое место только в случае чистой победы (и то, с учётом результатов схватки монгола Жигжидийна Мунхбата с американцем Томасом Пекхэмом). Судьба второго и третьего мест так же решалась по совокупности результатов двух схваток. Продан Гарджев в схватке с Гуревичем смог добиться только ничьей. В таком случае, ничья в схватке Жигжидийна Мунхбата с Томасом Пекхэмом выводила бы американца на второе место, а судьбу третьего решало бы взвешивание между Гарджевым и Мунхбатом, победа кого-либо из соперников означала твёрдое третье место для болгарина. Монгольский борец сумел победить американца, что отбросило последнего на четвёртое место, а Продан Гарджев завоевал бронзовую медаль.
| Круг  | Соперник          | Страна                                    | Результат | Основание                                   | Время схватки |
| ----- | ----------------- | ----------------------------------------- | --------- | ------------------------------------------- | ------------- |
| 1     | Томас Пекхэм      | Соединённые Штаты Америки                 | Ничья     | (2 штрафных балла)                          |               |
| 2     | Гулам Дастагир    | Афганистан                                | Победа    | Туше (0 штрафных баллов)                    | 1:16          |
| 3     | Франциск Балла    | Румыния                                   | Победа    | Туше (0 штрафных баллов)                    | 6:54          |
| 4     | Рон Гринстид      | Великобритания                            | Победа    | За явным преимуществом (0,5 штрафных балла) |               |
| 5     | Жигжидийн Мунхбат | Монголия                                  | Ничья     | (2 штрафных балла)                          |               |
| 5     | Хюсейн Гюрсой     | Турция                                    | Победа    | По очкам (1 штрафной балл)                  |               |
| Финал | Борис Гуревич     | Союз Советских Социалистических Республик | Ничья     | (2 штрафных балла)                          | -             |

В 1969 году вновь стал чемпионом Европы и завоевал второе место на чемпионате мира.
В 1963 и 1966 годах признавался лучшим спортсменом Болгарии. Почётный гражданин Бургаса (1963).
Умер 5 июля 2003 года, от обширного инфаркта по возвращении домой в Бургас с чемпионата страны по борьбе. В Средеце проводится ежегодный турнир по вольной борьбе памяти Продана Гарджева, в центре города установлен памятник борцу; в Бургасе его имя носит спортивный клуб.
В 2018 году включён в Зал славы FILA